# Oracle Corporation
Oracle Corporation (NYSE: ORCL) er en amerikansk it-virksomhed. Oracle er også navnet på virksomhedens database management system. Oracle producerer en række produkter, bl.a. indenfor customer relationship management, Enterprise Resource Planning, markedsføring og projektledelse. 
Virksomheden har omkring 138.000 ansatte i 2017 og har hovedsæde i Redwood Shores i Californien med en af de oprindelige stiftere Larry Ellison som bestyrelsesformand. Oracle har i de seneste år særligt været omtalt i medierne omkring overtagelse af en række virksomheder som NetSuite, Eloqua, Sun Microsystems, BEA, Hyperion, PeopleSoft, MySQL og Siebel Systems.
Den 1. marts 2007 annoncerede Oracle opkøbet af Hyperion Solutions Corporation, til en pris på 52,00 dollar per aktie, eller ca. 3,3 milliarder dollar. Opkøbet ses som endnu et forsøg på at etablerere sig stærkere på Business Intelligence- & Business Performance Management-området.